# Fran Wilde (Schriftstellerin)

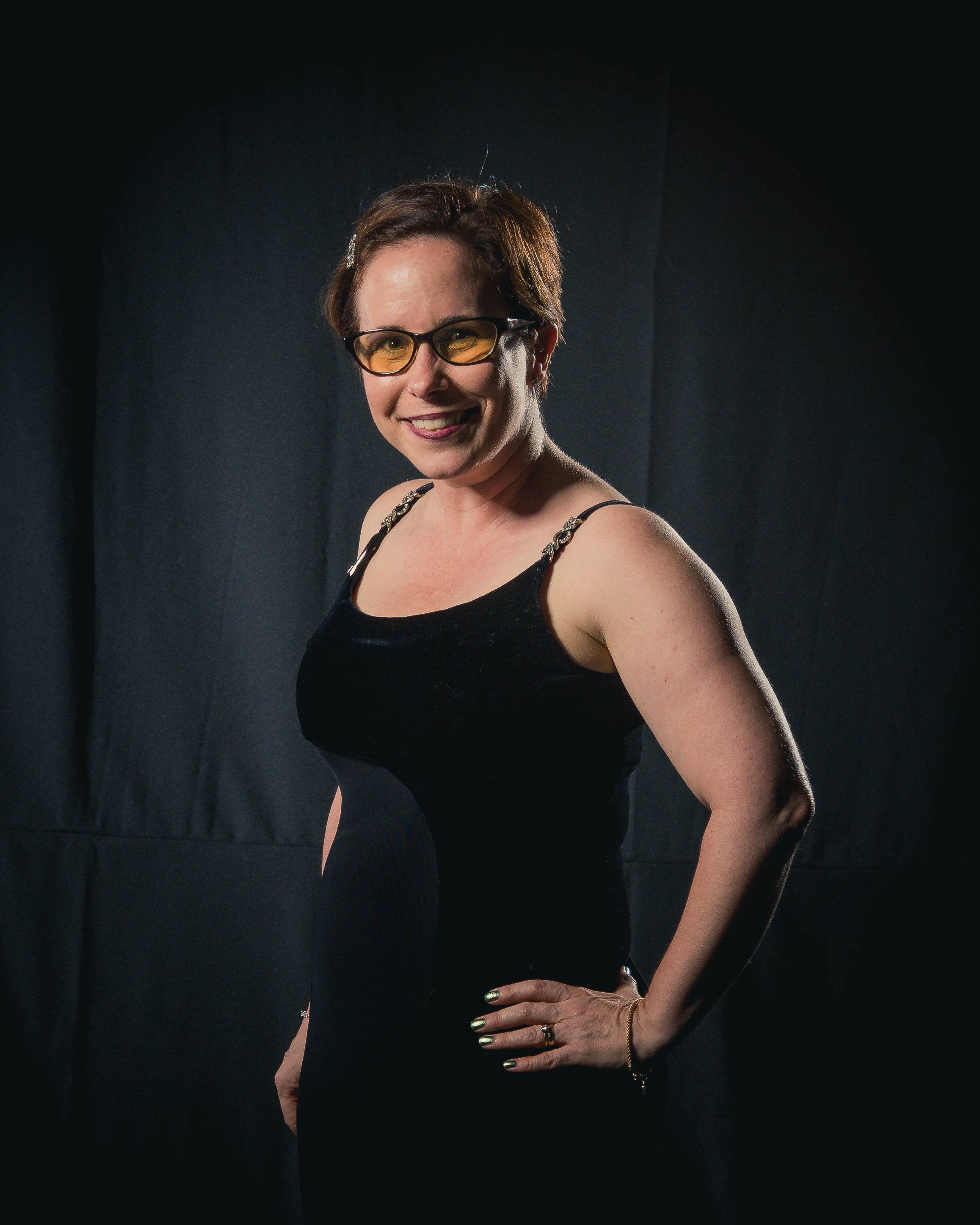
Fran Wilde 2017

Frances Ellen Wilde (geboren 1972 in Philadelphia, Pennsylvania) ist eine amerikanische Science-Fiction- und Fantasy-Autorin, bekannt durch ihren Bone-Romanzyklus.

## Leben
Wilde belegte Kunst in der High School und machte eine Ausbildung als Schmuckdesignerin. An der University of Virginia studierte sie Kreatives Schreiben und Literatur, insbesondere Milton und die Literatur des 18. Jahrhunderts. Sie erwarb einen Master in Literatur am Warren Wilson College in North Carolina und einen weiteren Master im Fach Information Architecture and Interaction Design. Sie hat seither in verschiedenen Bereichen gearbeitet, unter anderem als Programmierer, Webdesigner, Lehrer, Lektor, Redakteur, bei einem Juwelier und als Segellehrerin.
2011 war Wilde Teilnehmerin des Workshops Viable Paradise und 2012 beim Taos Toolbox-Workshop.
Ihre erste SF-Erzählung Everlasting veröffentlichte sie 2011 in der Zeitschrift Daily Science Fiction. Seither sind über zwei Dutzend weitere Kurzgeschichten und Novellen erschienen, darunter die Novelle The Jewel and Her Lapidary, 2017 für Hugo, Nebula und Locus Award nominiert, sowie die Kurzgeschichte Clearly Lettered in a Mostly Steady Hand, 2018 für Hugo, Nebula und World Fantasy Award nominiert.
2015 erschien Updraft (deutsch als Stadt aus Wind und Knochen), erster Teil der Bone-Romantrilogie. Er handelt von der jungen Kirit, die in einer Stadt aus Türmen hoch über den Wolken lebt. Die Türme sind aus lebendigem Knochen und wachsen immer höher und höher. Die Bewohner verwenden Flügel aus Seide und Knochenstreben, um sich zwischen den Türmen zu bewegen und Handel zu treiben – ein gefahrvolles Unterfangen, da die Flieger immer wieder von „Wolkenschlünden“ attackiert werden, unsichtbaren Wesen mit Tentakeln und gläsernen Zähnen. Nur die „Sänger“, die Angehörigen der herrschenden Kaste, haben die Fähigkeit, die Wolkenschlünde durch Einsatz ihrer Stimme in Schach zu halten und zu vertreiben. Kirit bereitet sich darauf vor, eine Händlerin wie ihre Mutter zu werden und muss dazu die Prüfung des ersten Alleinflugs bestehen. Als sich herausstellt, dass sie über die Stimme der Sänger verfügt, ändert sich ihr Schicksal. Sie muss ihre Familie verlassen und wird eine Schülerin in der „Spire“, dem Turm der Sänger, wo sie ihre Talente ausbilden soll. Dabei bleibt es aber nicht, denn Kirit wird verstrickt in die Geheimnisse der Sänger und die Intrigen der Spire und damit vor schwierige Entscheidungen gestellt.
Der Roman wurde 2016 mit dem Andre Norton Award und dem Compton Crook Award ausgezeichnet und war für den Nebula Award nominiert.
Wilde lebt mit ihrer Familie in Philadelphia.

## Bibliografie
Bone Universe (Romanzyklus)
- 1 Updraft (2015)
  - Deutsch: Stadt aus Wind und Knochen. Übersetzt von Marie-Luise Bezzenberger. Knaur TB #52063, 2017, ISBN 978-3-426-52063-5.
- 2 Cloudbound (2016)
- 3 Horizon (2017)

Kurzgeschichten:
- A Moment of Gravity, Circumscribed (2013)
- Bent the Wing, Dark the Cloud (2015)

Einzelveröffentlichungen
- The Jewel and Her Lapidary (2016)
- Talisman (2017, The Witch Who Came in from the Cold: Season 2, Episode 6)
- A Recipe for Magic (2017, mit Kat Howard)

Kurzgeschichten
- Everlasting (2011)
- Everyone Loves a Hero (2011)
- Without (2012)
- How to Feed Your Pyrokinetic Toddler (2013)
- The Naturalist Composes His Rebuttal (2014)
- Like a Wasp to the Tongue (2014)
- Nine Dishes on the Cusp of Love (2014)
- Local Delicacies (2014)
- The Topaz Marquise (2014)
- Welcome Briefing At The Obayashi-Ragan Youth Hostel (2014)
- With Regrets, The Official Report of the Ballot Incident at the Academy Scientific (2015)
- You Are Two Point Three Meters from Your Destination (2015)
- How to Walk Through Historic Graveyards in the Post-Digital Age (2015)
- The Thousandth Cycle (2016)
- Only Their Shining Beauty Was Left (2016)
- Happenstance (2017)
- Regarding Your Future with the Futures Planning Consortium (2017, mit Raq Winchester)
- Death and My Mentions (2017)
- Clearly Lettered in a Mostly Steady Hand (2017)
- The Synchronist (2018)
- Disconnect (2018)
- Ruby, Singing (2018)